# Bibliotheca Botanica
Bibliotheca Botanica (с лат. — «Библиотека ботаники», также «Ботаническая библиотека») — научная работа шведского натуралиста Карла Линнея (1707—1778), написана в 1733—1735 годах и впервые издана в Амстердаме в октябре 1735 года (на титульном листе был указан 1736 год). Представляет собой библиографический ботанический справочник (библиографический указатель), построенный на основе оригинальной категоризации.
Как писал биограф Линнея и исследователь его наследия Франс Антони Стафлё, эта книга — «краткая история ботаники в сухом, перечислительном, но очень эффективном стиле». Сам Линней также очень высоко ценил своё сочинение; в автобиографических материалах он писал, что эта книга «показывает, какими знаниями обладал Линней в истории [ботанической] литературы».
Книга имела большое значение как для развития ботаники в целом, так и, особенно, для развития ботанической историографии.

## История создания
В XVII веке в ботанической литературе появился новый жанр — так называемая «ботаническая библиотека» (лат. Bibliotheca Botanica): библиографический ботанический справочник (библиографический указатель). Первая книга с таким названием вышла в 1647 году, её автором был Овидий Монтальбанус (Иоганн Антоний Бумальди).
Линней начал работу над собственной «ботанической библиотекой» не позже 1733 году, поскольку в письме, датируемом октябрём 1733 года, он писал, что среди рукописей, которые он подготовил «своим собственным разумом», есть и Bibliotheca Botanica, в которой им рассмотрены все ботанические книги, при этом они расположены «в естественном порядке» и «сопровождаются их кратким содержанием».
Книга посвящена голландскому ботанику Йоханнесу Бурману (1707—1779), заведовавшему в Амстердаме ботаническим садом. По рекомендации знаменитого Германа Бургаве в конце лета 1735 года Бурман предоставил Линнею жильё — и Линней жил у него до конца 1735 года, занимаясь подготовкой к изданию своих многочисленных рукописей, привезённых из Швеции.

## Содержание

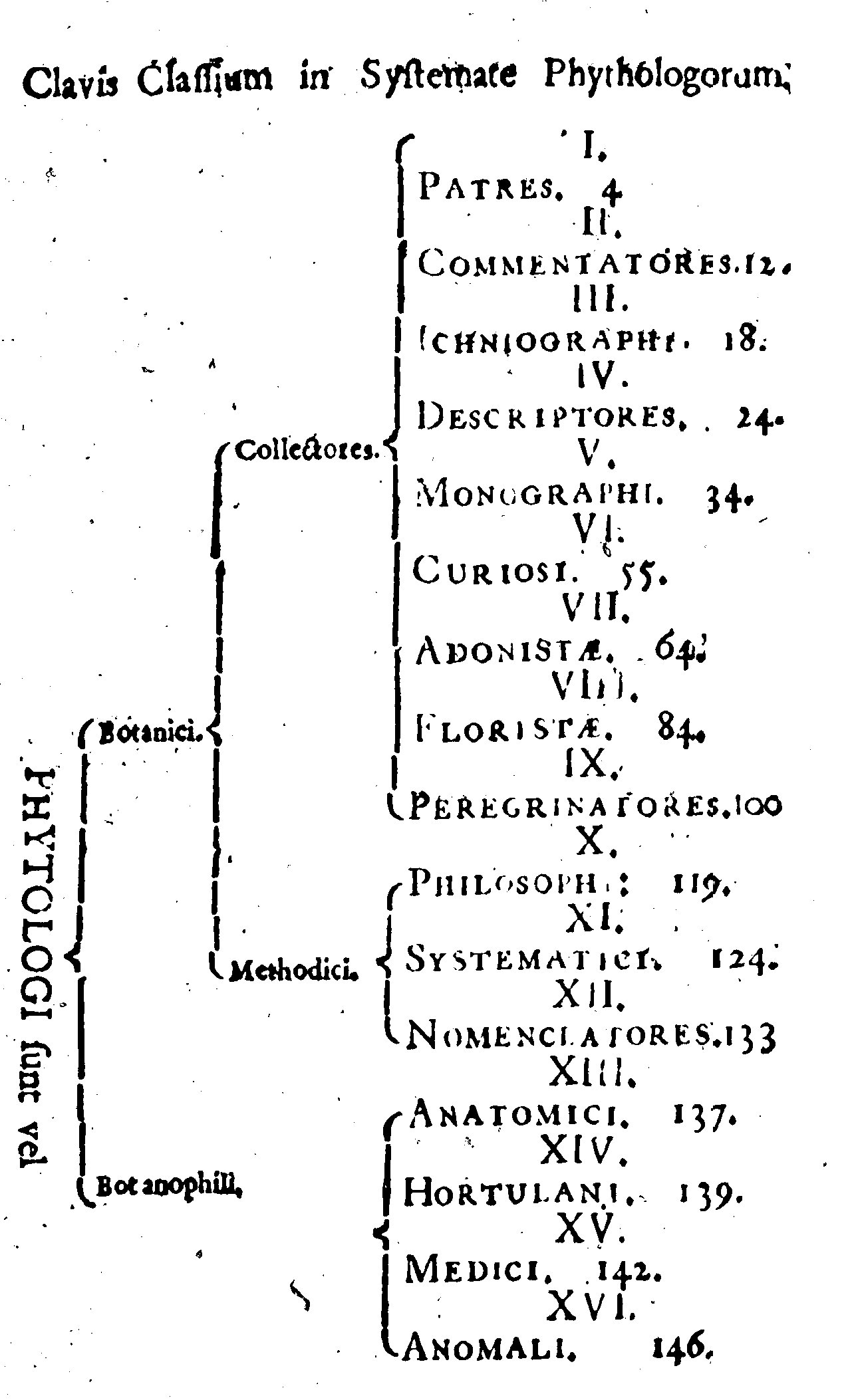
Система классификации ботаников из первого издания Bibliotheca Botanica

Сочинение построено на основе той классификации ботаников, которая была сделана Линнеем в работе Fundamenta Botanica (с лат. — «Основания ботаники»), опубликованной чуть раньше, в сентябре 1735 года.
Начинается книга с предисловия, в котором Линнеем коротко изложена история ботаники, а затем приведена система классификации ботаников. На основании последней указаны 16 библиографических разделов, каждый из которых, в свою очередь, делится на несколько подразделов. Перечни разделов и подразделов одновременно выполняют функции оглавлений, поскольку для каждого раздела и подраздела указывается страница, с которой он начинается. Все классификационные группы имеют краткие, но ёмкие характеристики; краткие характеристики приведены и для многих авторов ботанических сочинений.

## Значение
По мнению историка науки Бориса Старостина, публикация Линнеем «Ботанической библиотеки» обозначила начало нового периода в развитии ботанической историографии, поскольку в этом сочинении Линнеем была дана методическая основа ботанической историографии как по отношению к книгам на ботаническую тему, так и к их авторам.
На основе книг Fundamenta Botanica и Bibliotheca Botanica построена работа Линнея Philosophia botanica (с лат. — «Философия ботаники») — сочинение, которое оказало очень большое влияние на развитие ботаники во второй половине XVIII и первой половине XIX веков. Кроме того, данное сочинение является важным источником сведений о тех работах, на которые ссылается в своих трудах Линней.

## Издания
Первое издание вышло в Амстердаме в октябре 1735 года, при этом на титульном листе в качестве года издания был указан 1736 год:
- Bibliotheca botanica recensens libros plus mille de plantis hue usque editos, secundum systema auctorum naturale in classes, ordines, genera & species dispositos, additis editionis loco, tempore, forma, lingua & c. cum explicatione Fundamentorum botanicorum pars Ima… :  [лат.]. — Amstelodami : Salomon Schouten, 1736. — [i—xvi], 1—153, [154—166], [1, список опечаток] s.[8]

Книга, в которой была издана Bibliotheca botanica, состояла из двух частей: помимо этого сочинения, в неё была также включена работа Fundamenta Botanica (которая незадолго до этого, в сентябре 1735 года, вышла также и отдельным изданием).
В 1747 году в Галле было осуществлено так называемое «новое» издание книги, в котором было сделано «большое число исправлений» (Editio nova multo correction):
- Bibliotheca botanica… :  [лат.]. — Halae salicae : Jo. Gottl. Bierwirth, 1747. — [i—xiv], [1]—124, [1—8, оглавление] s.[8]

Как и при предыдущей публикации Bibliotheca botanica, книга состояла из двух частей: в неё была также включена работа Fundamenta Botanica (третье издание; одновременно это сочинение вышло и отдельным изданием).
В октябре 1751 году в Амстердаме вышло «второе издание» книги (фактически третье) — «дополненное и исправленное» (Editio altera, priori longe auctior & emendatior):
- Bibliotheca botanica… :  [лат.]. — Amstelodami : Viduam S. Schouten & Filium, 1751. — [i—xvi], 1—220, [1—13, оглавление] s.[8]

В 1968 году в Мюнхене было опубликовано факсимиле первого издания этого сочинения:
- Bibliotheca botanica… :  [лат.]. — München : Werner Fritsch, 1968. — [i—xvi], 1—153, [154—166], [1, список опечаток] s.[8]

## Комментарии
1. ↑  Во времена Линнея термин bibliotheca употреблялся в значении «путеводитель по литературе», «библиографическое пособие»[3].